# Bythaelurus hispidus
Bythaelurus hispidus is een vissensoort uit de familie van de Pentanchidae. De wetenschappelijke naam van de soort is voor het eerst geldig gepubliceerd in 1891 door Alcock.